# Voice over IP

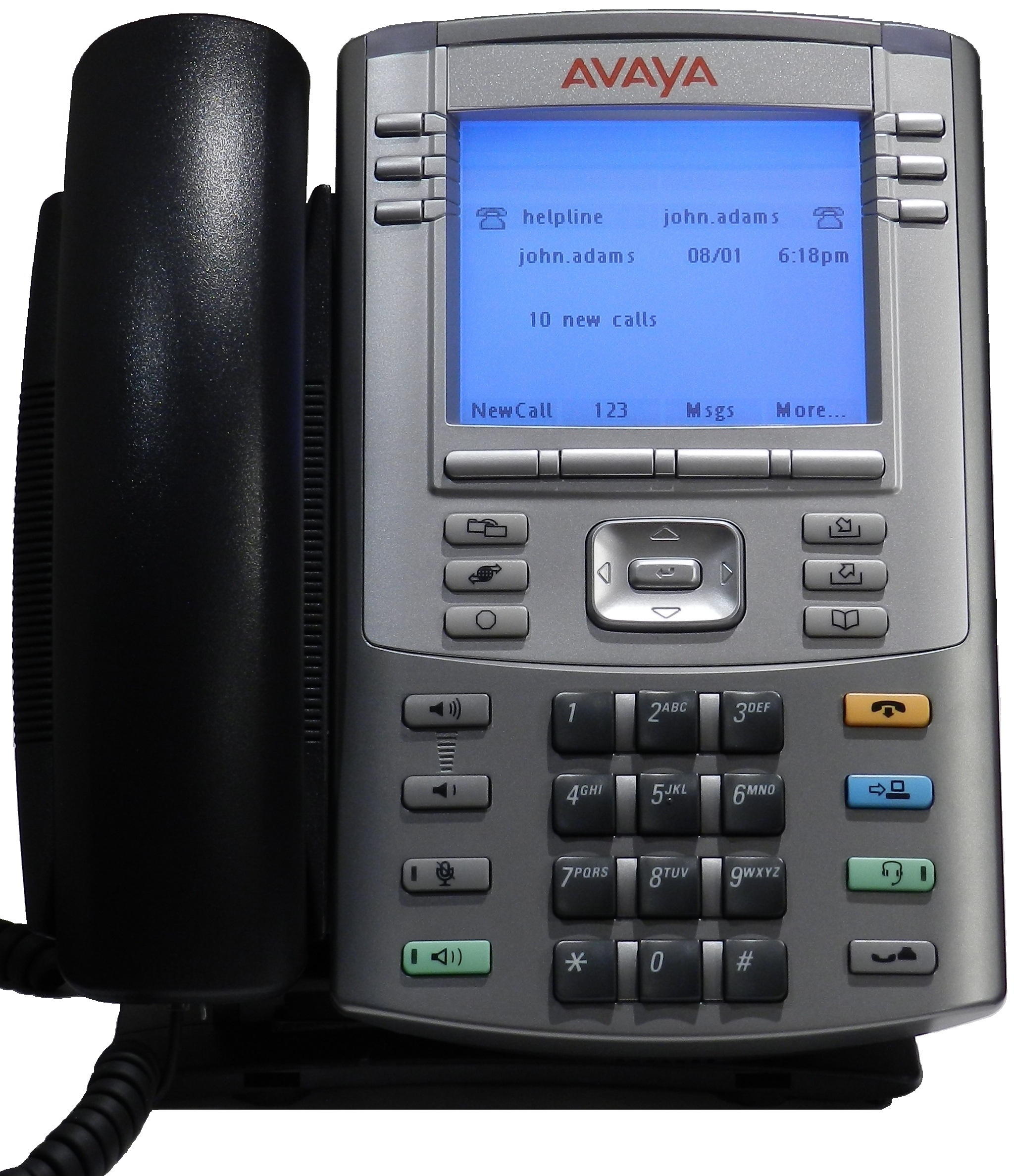
1140E VoIP Phone

Az internetprotokoll feletti hangátvitel – elterjedt nevén VoIP, Voice over IP vagy IP-telefónia – a távközlés egy olyan formája, ahol a beszélgetés nem a hagyományos telefonhálózaton, hanem az interneten vagy más, szintén IP-alapú adathálózaton folyik. Ez tehát azt is jelenti, hogy privát VoIP kiépítése minden további nélkül lehetséges egy helyi hálózaton.
Sok különböző protokoll létezik ennek megvalósítására, ezeket összességükben szokás VoIP protokolloknak hívni. Az egyik legrégebbi, kísérleti kezdeményezés az ARPANET-re 1973-ban kitalált Network Voice Protocol.

## Technikai részletek

### Megvalósítási problémák
Mivel az IP sajnos nem tudja garantálni sem a csomagok megérkezésének sorrendjét, sem egyéb Quality of Service (QoS, szolgáltatásminőség) kritériumokat, a VoIP-nak meg kell küzdenie mind az adatcsomagok alapvető, mind pedig az újrarendezésből származó késleltetésével, valamint a csomagvesztéssel is. Az alapvető késleltetés függ a beszélgetőpartnerek hálózatbeli távolságától, ennek megfelelően a csomagok útvonalától, illetve a hálózat terheltségétől.
Egy másik, igen fontos és kényes probléma a különböző tűzfalakon és címfordító (NAT) eszközökön való átjutásé. Ezt a különböző protokollok más- és másféleképpen oldják meg, több-kevesebb sikerrel.

### Elterjedtebb protokollok
A legtöbb szabványos megoldás a H.323-at vagy az SIP-t használja, de létezik jó néhány más szabvány is:
Session Initiation Protocol (SIP)
az IETF által kidolgozott, a H.323-nál újabb és egyszerűbb protokoll
H.323
az ITU-T által kidolgozott protokoll
Megaco (avagy H.248) és MGCP
mindketten media gateway vezérlő protokollok
Skinny Client Control Protocol
a Cisco saját, zárt protokollja
MiNET
a Mitel saját, zárt protokollja
CorNet-IP
a Siemens saját, zárt protokollja
Inter-Asterisk eXchange
az asterisk nyílt forráskódú alközpont protokollja
Skype
a Skype szoftver által használt zárt szabványú, peer-to-peer protokoll

## Előnyök

### Költség
Általánosságban elmondható, hogy az IP-alapú beszélgetés jóval olcsóbb a hagyományos távbeszélőn folytatottnál.
Nincs szükség ugyanis egy különálló hálózat kiépítésére és karbantartására, ami a szolgáltatónak, s így a felhasználónak is jelentős költségmegtakarítással jár. A felhasználók, ha rendelkeznek széles sávú interneteléréssel, az általuk ki nem használt sávszélességet fektetik be a telefonozásba, gyakorlatilag extra költség nélkül.
A szolgáltató hálózatán belüli hívások jellemzően ingyenesek, hiszen ezek csak az internetet veszik igénybe és vannak lehetőségek voip szolgáltatás használatával más voIP szolgáltató előfizetőjének ingyenes hívására is.

### Hordozhatóság
A végberendezéssel (legyen az egy szoftver vagy egy konkrét IP-telefon) a világon akárhol bejelentkezhetünk a szolgáltatóhoz, természetesen csak akkor, ha van megfelelő internetelérés illetve a szolgáltató ezt lehetővé teszi.
Ily módon persze az is megoldható, hogy ugyanannál a szolgáltatónál legyen regisztrálva két, a világ teljesen különböző pontján élő felhasználó, és így ingyen beszélgessenek.
A VOIP hordozhatóság élményét a Wlan (Wi-Fi) csatlakozással rendelkező önálló vagy GSM telefonnal kombinált "Wi-fi-Voip" mobiltelefonok adják, melyek segítségével ingyenes Hotspotok vagy más kódolatlan Wi-fi hálózat (Repülőtér, szálloda stb.) segítségével megvalósítható az internetre történő csatlakozás ezáltal a VoIP használhatóság.

## Hátrányok
A cikk írásakor (2005) még voltak a technológiának gyermekbetegségei, de ma már egyre több szolgáltató (jellemzően az internetet, telefont és tévét egy csatlakozással szolgáltató cégek), IP alapon valósítja meg a telefon szolgáltatást, de az ilyen megoldásoknál a szolgáltatás nem nomadikus (csak a telepítési címen üzemel) ezáltal pl. a földrajzi számok használata és a segélykérő hívószámok használhatósága is megoldott. A hagyományos telefon lecserélésének hátrányai a felhasználó saját hatáskörben való megvalósításainál jelentkeznek. A "hátrányos" cserét legfőképp a VoIP szolgáltatásokban rejlő megtakarítási lehetőségek, esetleg a rugalmas kezelhetőség és nomaditás indokolják.

### Internetelérés, sávszélesség-igény, megbízhatóság
A VoIP-hoz széles sávú internetkapcsolat szükséges, melyek többségénél a letöltési sávszélesség nagyobb, mint a feltöltési. Márpedig a telefonáláshoz mindkét irányban meg kell lennie a szükséges sávszélességnek. Az egyik elterjedt kodek, a g.711, irányonként körülbelül 80 kbit/s sebességet használ. Léteznek ennél jóval kisebb sávszélesség-igényű kodekek, például a g.729A, gsm vagy az iLBC. Azonban nem mindegyiket támogatja minden kliens ill. telefon, de egy eszköz többet is támogat aminek prioritási sorrendje változtatható. Mindezek ellenére a leggyengébb széles sávú internetcsatlakozások többsége már elégséges a VoIP használatához, legfeljebb telefonálás mellett nem célszerű a kapcsolatot más adatátvitel (pl. letöltés, levelezés) terhelni.
VoIP használathoz kerülendő a zavarhatóságuk miatt adatvesztés-veszélyes csatlakozási formák(például mikrohullámú adatkapcsolat vagy rossz minőségű WLAN) vagy nagy késleltetésű kapcsolatok (például műhold), ahol a beszédátvitel minősége leromlik.
VoIP kapcsolatnál több hibalehetőség. Előfordulhat, hogy az internetkapcsolat szünetel, áramszünet van, vagy épp a VoIP-szolgáltató fejleszt a rendszerén stb. és ezért nem használható a szolgáltatás. Ilyen szolgáltatáskiesésnél azt is nehezebb megállapítani, hogy a VoIP szolgáltató, internetszolgáltató, csatlakozás szolgáltató, szolgáltató eszköze vagy a saját eszközünkkel van a probléma. Viszont előnye, a hagyományos telefonkapcsolat meghibásodásaival szemben, hogy vonalhiba esetén van alternatív csatlakozási lehetőség, (bejelentkezek máshonnan) vagy más internetcsatlakozásra váltok át (például ha az ADSL kapcsolattal baj van akkor használhatom a mobilinternetet (3G)

### Segélyhívások
A VoIP nomadikus jellegéből adódóan pusztán az előfizető azonosításával nem határozható meg a hívó fél tartózkodási helye. Ennek megfelelően nem lehetséges segélyszolgáltatást nyújtani abban az esetben, ha a hívó nem képes megadni pontos helyzetét.
A VoIP-szolgáltatók dolgoznak ennek megoldásán, de addig is jó ötlet ha az ember ismeri és lehetőség szerint gyorshívó-gombra teszi a segélyszolgáltatások (rendőrség, mentők, tűzoltóság) helyi telefonszámait és veszély esetén azokat használja a megszokott központi számok helyett.

### Telefonszámok
A hagyományos (vezetékes és mobil) telefonrendszerek az ITU-T E.164 számú nemzetközi szabványa alapján kapják meg a telefonszámokat, viszont a VoIP világában nincs külön szabvány és nem kötelező a hagyományos számgazdálkodás szerinti azonosítókat használni (pl. Skype felhasználónév akár betűből is állhat) ezért gondot okozhat a
- VoIP-telefonszámok hagyományos hálózatról való elérése, vagyis a telefonszám E.164-be integrálása, valamint
- a különböző VoIP szolgáltatók közötti hívások megvalósítása (egyszerű telefonbillentyűzetről legalábbis)

Mindkettőre léteznek félmegoldások – vannak országok és szolgáltatók, ahol megoldott, hogy a VoIP-szolgáltató lefoglaljon magának egy E.164-es „körzetet” és abban a saját számait elérhetővé tegye, és vannak szolgáltatók, melyek megállapodnak, hogy felhasználóik egymást elérhessék valamilyen előhívó és szolgáltatókód tárcsázásával. Ez utóbbira kifejezetten jó példa az FWD, ahol az előhívó a **, a szolgáltatókódok pedig háromjegyűek, általában a szolgáltatók nevéből származtatva.
Magyarországon a Hírközlési Törvény szabályai nem engedik, hogy a szolgáltató a földrajzi körzetszámokból osszon ki hívószámot ügyfelének, kivéve az olyan esetet amikor az adathálózati infrastruktúra biztosítása által garantálható, hogy az előfizető csak, és kizárólag egy bizonyos ismert helyről kezdeményezheti a hívásait (pl. kábeltévés hálózat).
Meghatározhatatlan helyről való csatlakozásokhoz az "21"-es körzetszám ("nomadikus") tartományából lehet az előfizetőnek (más hálózatból is hívható) hívószámot biztosítani .